# Коротояк (Воронежская область)
Коротоя́к — село в Острогожском районе Воронежской области. Административный центр Коротоякского сельского поселения. Населённый пункт воинской доблести.
Население — 1904 жителя (2010).
Село расположено на правом берегу Дона, в 16 км от районного центра города Острогожска и 7 км от железнодорожной станции Копанище (линия Лиски — Валуйки Юго-Восточной железной дороги), с которой до 1940-х соединялась тупиковой железнодорожной веткой.
С 1725 по 1923 год являлось уездным городом Воронежской губернии. До 1961 года Коротояк являлся районным центром.

## История
Во времена Ивана Грозного у этой реки на Дону выставлялись русские сторожевые дозоры, наблюдавшие за передвижением татар и своевременно предупреждавшие сторожевые полки об их набегах. С 1576 года сторожевая русская станица находилась на Богатом Затоне (возле нынешнего города Лиски). Здесь несла службу дозорная станица, состоявшая из детей боярских городов Данкова, Ряжска, Рязани, Пронска и других мест. В то же время небольшая станица в 10—20 конных людей была и у Царской Луки (так в средневековье называлась эта гора) — современного Коротояка.
Город был основан в 1647 году как крепость на Белгородской засечной черте. Название города произошло от впадающей в том месте в Дон реки Коротоячки. Название реки имеет тюркское происхождение, возможно от выражения кара-тау-як, что переводится как «край чёрной горы».  По иной версии от Кара-таяк — «чёрный бык».
«На вечное житье» в новом городе насылались «переведенцы дети боярские и казаки и стрельцы и пушкари» в количестве 500 человек. Деревянная крепость была сооружена всего за 44 дня, с 1 октября по 13 ноября 1647 года, на правом, высоком берегу Дона в 442 саженях косых (примерно 1 км) от устья речки Коротоячки. Руководил строительством стольник и воевода Данила Семенович Яковлев.
В 1670 году во время крестьянской войны на Коротояк было совершено наподение отряда донских казаков Фролки Разина (брата Стеньки Разина); несмотря на то, что оба раза атаки восставших удалось отбить, сама крепость серьёзно пострадала.
Во времена Азовских походов Петра I на Коротоякской верфи строились корабли Азовской флотилии.
В 1737 году весь город сгорел, но через год крепость восстановили.
В 1779 году Коротояк становится уездным городом Коротоякского уезда Воронежского наместничества (с 1796 года — Воронежской губернии).
Опустошительный пожар произошёл в 1789 году, и вновь весь город был уничтожен. После этого город восстанавливали по новому генеральному плану, без крепости.
К середине XIX века население города по роду своих занятий мало чем отличалось от сельского. Ремесла и торговля были развиты слабо. В отличие от целого ряда сельских поселений Воронежской губернии, оказавшихся в более благоприятных экономических условиях, население Коротояка увеличивалось достаточно медленно. В 1859 году в уездном центре насчитывалось 8018 человек. В городе действовала больница, была почтовая станция, проводилось две ярмарки. Действовало 4 маслобойных завода и 2 крупорушки. В описании города 1862 года отмечалось, что «Коротояк по строениям и наружнему виду занимает последнее место между городов губернии».
В 1831 году в Коротояке вспыхнула эпидемия холеры. Во время эпидемии из Дивногорского монастыря в Коротояк была принесена икона Сицилийской Божией матери. Её пронесли по городу крестным ходом.
В 1913 году во время Столыпинской аграрной реформы переселенцы из села образовали новое село в Хабарском районе Алтайского края и дали ему имя «Коротояк», в честь своей родины.
В 1923 году Коротоякский уезд был упразднён, а Коротояк потерял статус города и преобразован в село. С 1928 по 1961 год Коротояк являлся центром Коротоякского района.
Согласно схеме планировки, составленной в 1939 году для Воронежа, предполагалось затопление поймы и создание широкого зеркала реки между частями города за счёт строительства рядом с Коротояком на реке Дон Коротоякской плотины. Образуемый этой плотиной подпор должен был распространяться выше Воронежа, создавая необходимые для судоходства глубины. Рассчитывалось, что Коротоякская плотина будет входить в число сооружений, необходимых для создания водного пути Дон — Ока.
Во время Великой Отечественной войны в районе Коротояка велись ожесточённые бои с гитлеровцами. В начале июля 1942 года Коротояк захватили германские войска. Освободили Коротояк в ходе Острогожско-Россошанской операции, 18 января 1943 года. В результате массированной бомбардировки и обстрела советскими войсками со стороны левобережья от села Петропавловка, из 800 с лишним зданий в городе не осталось ни одного.
В конце 1960-х гг. эконом-географами и учёными-экономистами Научно-исследовательского экономического института Воронежского государственного университета (НИЭИ ВГУ) выдвигались идеи по созданию Коротоякско-Острогожского промышленного узла, который наряду с уже существующим Губкинско-Старооскольским территориально-производственным комплексом должен был непосредственно связан с освоением ресурсов Курской магнитной аномалии. Планировалось строительство металлургического комбината в с. Коротояк, поскольку район его местоположения позволял полностью обеспечить водой весь комплекс металлургического и связанных с ним химических производств. Предполагалось, что с. Коротояк превратится в крупный индустриальный город, численность населения которого составит по ориентировочным расчётам 150—200 тыс. чел., а в последующем — 250—300 тыс. человек.
В 2014 году селу присвоено почётное звание Воронежской области «Населённый пункт воинской доблести».

## Население
| 1859 | 1897  | 1959  | 2000  | 2005  | 2008  | 2010  |
| ---- | ----- | ----- | ----- | ----- | ----- | ----- |
| 8018 | ↗9355 | ↘1221 | ↗2294 | ↘2172 | ↘2029 | ↘1904 |

## Известные люди

### Уроженцы
- Бабст, Иван Кондратьевич
- Бельский, Леонид Петрович
- Бородкин, Порфирий Григорьевич — советский военачальник, генерал-майор.
- Медведев, Пантелеймон Иванович — архитектор
- Юрова-Надточиева, Лидия Васильевна — поэтесса

### Известные жители
- Мария Романовна Гричанова (1922—2015) — участник Великой Отечественной и Советско-японской войн, капитан м/с. В 1941 г. работала заведующим районным отделом здравоохранения (Коротоякский район)[19].

### Почётные граждане
- Леонид Михайлович Савёлов (1868—1947) — русский государственный и общественный деятель, последний губернатор Холмской губернии, генеалог, археограф, прозаик, мемуарист, коллекционер. Служил уездным предводителем дворянства в 1892—1903 годах[20].

### Люди, бывавшие в Коротояке
- Лызлов, Андрей Иванович (1695)[20]
- Пётр I[20]
- Самуил Готлиб Гмелин (в 1769)[20]
- Евгений Болховитинов (в 1785)[20]

## Достопримечательности
- Коротоякский Вознесенский монастырь.
- Понтонный мост.
- Стела «Населённый пункт воинской доблести»
- Танк Т-34
- Братская могила № 162

## Фильмы
В 2010 году острогожские краеведы В. В. Волошин, В. В. Стрелкин сняли документальный фильм об истории бывшего города Коротояк (ныне село Коротояк). Этот фильм о том, как во время ВОВ город Коротояк был полностью уничтожен, и никогда больше не смог стать городом.

## Инфраструктура
Личное подсобное хозяйство с зоной сельскохозяйственного использования, индивидуальная застройка усадебного типа.
Основа экономики — сельское хозяйство.

## Транспорт
Остановка общественного транспорта «Коротояк».